# Theodor Piening

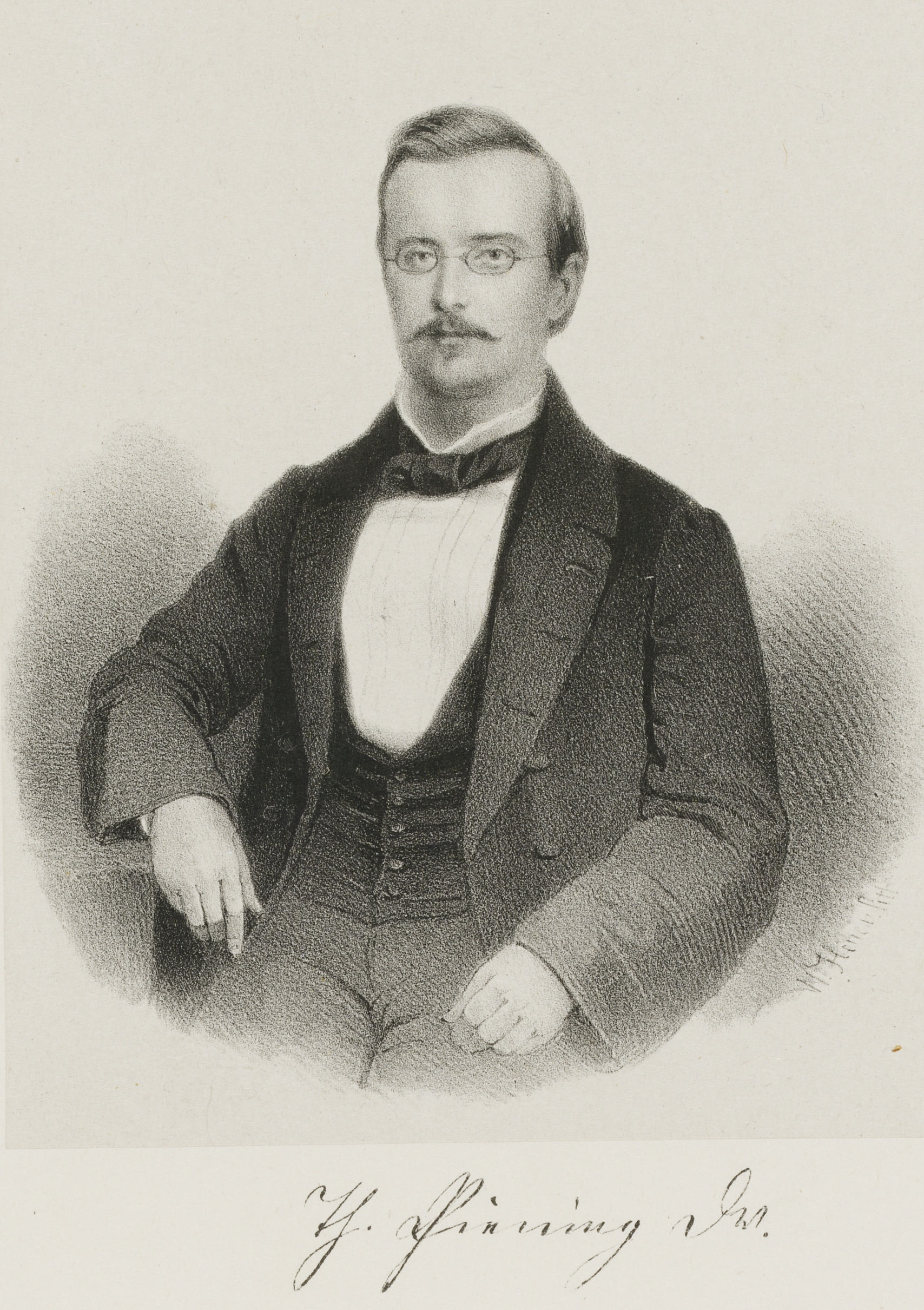
Bildnis von Peter Karl Theodor Piening

Peter Karl Theodor Piening (* 16. Juli 1831 in Meldorf, Dithmarschen; † 14. August 1906 in Hamburg) war ein niederdeutscher Autor.

## Leben
Theodor Piening war der Sohn des in Horst (Holstein) gebürtigen Organisten und Musiklehrers Jacob Piening (1801–1859). Er besuchte die Meldorfer Gelehrtenschule (Gymnasium) und nahm von 1849 bis 1850 an der Schleswig-Holsteinischen Erhebung gegen Dänemark teil. Von 1851 bis 1853 studierte er Philologie in Kiel und Göttingen. 1856 wurde er in Gießen promoviert. Ab 1855 war Piening als Privatlehrer in Hamburg tätig, dann daselbst als Schriftsteller. Seine Reis na´n Hamborger Dom (Hamburg 1859), eine humorvolle Schilderung des Besuches von Landbewohnern in der Großstadt, gehört zu den meistgelesenen plattdeutschen Werken des 19. Jahrhunderts. Bis 1936 erreichte das Werk  21 Auflagen. Im Jahr 1972 legte der Verlag Schuster in Leer (Ostfriesland) einen Nachdruck der ersten illustrierten Auflage von 1883 vor. In den 2010er Jahren gab der Meldorfer Peter Neuber eine sprachlich aktualisierte Fassung mit Illustrationen von Manfred Schlüter heraus.
Seiner Vaterstadt Meldorf hinterließ Piening drei Vermächtnisse, eines für die Armen der Stadt, eines für die Knaben des Orchesters und eines für die fleißigen und würdigen Kinder wenig begüterter Eltern.

## Werke (Auswahl)
- Snack un Snurren ut de Spinnstuv. Plattdeutsche Dorfgeschichten in ditmarscher Mundart. Hoffmann & Campe, Hamburg 1858. (Digitalisat).
- Wat för´n Winter! Dre spaaßige Geschichten. Mit väle schoine Biller. Richter, Hamburg 1863.
- Dat Hamborger Dööntjenbook. Hoffmann & Campe, Hamburg 1866.
- Luerfritz. Een spaaßi Vertelln. Hoffmann & Campe, Hamburg 1866. Neuausgabe Bremen 2011, ISBN 978-3-86403-217-2.
- Jan Kattun un de Aatbar un twe spaaßige Geschichten. Richter, Hamburg 1868. (Enthält ferner: Gründli kureert. De Flickschoster.) (2. Auflage Hamburg 1877 unter dem Titel  Dree spaaßige Geschichten).
- Diana und Endymion oder Hund und Katze. Lustspiel in einem Akt aus dem Französischen. Leipzig 1870. (Digitalisat).
- Krischan Wehnkes Abenteuer im nördlichen Eismeer. Eine Lügengeschichte. Verlagsanst. und Druckerei Actien-Ges., Hamburg 1891.
- De tweete [auch: annere] Reis na´n Hamborger Dom: Deel 1, Deel 2. Hamburg 1874.
- Hans un Grethen. Vertelln. Prinz, Altona 1875.
- Jochen Putt & Co. Humoresken. Janke, Berlin 1896.
- Unkel Prädikant und andere Humoresken. Hansen, Glückstadt 1910.
- Im Ständehaus zu Itzehoe. Ein barmherziger Samariter. Zwei heitere Erzählungen. Leipzig 1912.
- De Reis na'n Hamborger Dom. 2. Auflage des Nachdrucks der ersten illustrierten Ausgabe von 1883. Verlag Schuster, Leer 1973, ISBN 3-7963-0034-0.
- Peter Neuber (Hrsg.): De Reis no'n Hamborger Doom: Windbarger Buurn bereist de Welt. Hamburg 2018, ISBN 978-3-7469-6813-1.